# فهرست فرودگاه‌های اریتره
این مقاله شاملفهرست فرودگاه‌های اریتره است که بر پایهٔ مکان قرارگیری آن‌ها مرتب شده است.

## فهرست
| مکان    | کد فرودگاهی ایکائو | کد فرودگاهی یاتا | نام فرودگاه              |
| ------- | ------------------ | ---------------- | ------------------------ |
| آگوردات | HHAG               |                  | Agordat Airport          |
| اسمره   | HHAS               | ASM              | فرودگاه بین‌المللی اسمره  |
| عصب     | HHSB               | ASA              | فرودگاه بین‌المللی عصب    |
| Massawa | HHMS               | MSW              | فرودگاه بین‌المللی ماساوا |
| تسنی    | HHTS               | TES              | Teseney Airport          |